# Yinzhou (Tieling)
Der Stadtbezirk Yinzhou (银州区,  Yínzhōu Qū) ist ein Stadtbezirk in der chinesischen Provinz Liaoning. Er gehört zum Verwaltungsgebiet der bezirksfreien Stadt Tieling. Der Stadtbezirk hat eine Fläche von 170,9 Quadratkilometern und zählt 375.292 Einwohner (Stand: Zensus 2020).

## Administrative Gliederung
Auf Gemeindeebene setzt sich der Stadtbezirk aus sechs Straßenvierteln und einer Gemeinde zusammen. Diese sind: 
- Straßenviertel Hongqi 红旗街道
- Straßenviertel Gongren 工人街道
- Straßenviertel Tiexi 铁西街道
- Straßenviertel Tongzhong 铜钟街道
- Straßenviertel Chaihe 柴河街道
- Straßenviertel Lingdong 岭东街道

- Gemeinde Longshan 龙山乡